# Kinji Fukasaku
Kinji Fukasaku (深作 欣二, Fukasaku Kinji) (3 de juliol de 1930 – 12 de gener de 2003}} va ser un director de cinema i guionista japonès. Conegut per la seva "amplia gamma i cinema innovador", Fukasaku va treballar en molts gèneres i estils diferents, però era conegut sobretot per les seves pel·lícules de yakuza, tipificades per la Sèrie Batalles sense honor i humanitat (1973–1976). Segons el Berkeley Art Museum and Pacific Film Archive, "la seva energia turbulenta i, de vegades, la seva extrema violència expressen una crítica cínica de les condicions socials i una simpatia genuïna pels que es van quedar fora de la prosperitat de la postguerra del Japó". Va utilitzar una tècnica de càmera tremolosa inspirada en el cinéma vérité en moltes de les seves pel·lícules de principis dels anys setanta.
Fukasaku va escriure i dirigir més de 60 pel·lícules entre 1961 i 2003. Algunes fonts occidentals l'han associat amb el moviment de la Nova Onada Japonesa dels anys 60 i 70, però això desmenteix el seu èxit comercial. Les seves obres inclouen la part japonesa de la pel·lícula de guerra de Hollywood Tora! Tora! Tora! (1970), jidaigeki com ara Shogun's Samurai (1978), l'space opera Uchu kara no messeji (1978), la pel·lícula de ciència-ficció post-apocalíptica Virus (1980), la pel·lícula fantàstica Samurai Reencarnation (1981), i l'influent thriller distòpic Battle Royale (2000).
Fukasaku va guanyar el Premi de l’Acadèmia del Japó al Director de l'Any tres vegades, d'un total de nou nominacions. Va exercir com a president del Gremi de Directors del Japó des de 1996, fins a la seva mort per un càncer de pròstata el 2003. El 1997, va rebre la Medalla d'Honor Lila del govern japonès pel seu treball al cinema. Les pel·lícules han inspirat directors com Quentin Tarantino, William Friedkin, i John Woo.

## Primers anys
Kinji Fukasaku va néixer l'any 1930 a Mito, prefectura d'Ibaraki com el més petit de cinc fills. Quan tenia 15 anys, la classe de Fukasaku va ser convocada, i va treballar en una fàbrica de municions durant la Segona Guerra Mundial. El juliol de 1945, la classe va ser atrapada en un bombardeig. Com que els nens no podien escapar de les bombes, van haver de submergir-se els uns sota els altres per sobreviure. Els membres supervivents de la classe havien de disposar dels cadàvers. Després de la guerra, va passar gran part del seu temps mirant pel·lícules estrangeres.

## Carrera
Fukasaku va estudiar cinema a la Universitat de Nihon, al primer departament de cinema del país, abans de passar al departament de literatura per escriure el guió al seu primer any. Allà va estudiar amb Kogo Noda i Katsuhito Inomata. Després de graduar-se el 1953, Fukasaku es va convertir en assistent de direcció a Toei el juny de 1954, on va treballar amb persones com Masahiro Makino i Yasushi Sasaki.
Fukasaku va fer el seu debut com a director l'any 1961 amb dues featurettes Drifting Detective: Tragedy in the Red Valley i Drifting Detective: Black Wind in the Harbour, protagonitzades per Sonny Chiba. El seu primer llargmetratge per a la Nova filial de Toei va ser High Noon for Gangsters aquell mateix any. La seva primera pel·lícula produïda en color era Gang vs. G-Men (1962). La seva primera pel·lícula per a la Toei Company pròpiament dita va ser The Proud Challenge l'any següent protagonitzada per Kōji Tsuruta. Va tenir el seu gran èxit el 1964 amb Ken Takakura protagonitzant Jakoman and Tetsu. De 1966 a 1971, va crear diverses pel·lícules modernes de bandes per a Toei protagonitzades habitualment per Tsuruta, com ara Kaisanshiki (1967), Bakuto Kaisanshiki (1968) i Japan Organized Crime Boss (1969).
Gràcies a un contracte no exclusiu, també va dirigir Kurotokage, basada en l'adaptació escènica de Yukio Mishima de la novel·la Edogawa Rampo, i Black Rose Mansion per a Shochiku, ambdues protagonitzades per l'actor travesti Akihiro Miwa. El 1968 va dirigir The Green Slime, una coproducció de ciència-ficció entre els Estats Units i el Japó.
El 1970, Fukasaku va ser reclutat per dirigir la part japonesa d'una altra pel·lícula nord-americana i japonesa, Tora! Tora! Tora!, després que Akira Kurosawa es retirés. Amb la paga del projecte, va comprar els drets per adaptar Gunki hatameku motoni. La pel·lícula va ser aclamada per la crítica, fins i tot va ser seleccionada com a entrada del Japó per al Oscar a la millor pel·lícula de parla no anglesa als Premis Oscar de 1972 , encara que no va ser acceptada com a nominada. Aquell any també es va estrenar Street Mobster protagonitzada per Bunta Sugawara, que va fer que el productor de Toei Koji Shundo va seleccionar Fukasaku per dirigir una innovadora pel·lícula de yakuza. Jingi naki tatakai es va estrenar el 1973. Fins a aquest moment, moltes pel·lícules de yakuza del Japó havien estat generalment històries de cavalleria ambientades a l'època anterior període de guerra, però la pel·lícula ultraviolenta d'estil documental de Fukasaku va tenir lloc a la caòtica Hiroshima de la postguerra. Èxit comercial i de crítica, va donar lloc a set seqüeles de Fukasaku i tres pel·lícules basades en la sèrie però dirigides per altres. Després de dirigir diverses pel·lícules de yakuza més, Graveyard of Honor (1975), Cops vs. Thugs (1975), Yakuza Graveyard (1976) i Hokuriku Proxy War (1977), Fukasaku va abandonar el gènere.
Es va centrar en les èpiques històriques; Shogun's Samurai (1978), Akō-jō danzetsu (1978), Samurai Reincarnation (1981); i ciència-ficció; Uchū Kara no Messēji (1978) i Virus (1980). Virus va ser la producció més cara del Japó en aquell moment i es va convertir en un fracàs financer. No obstant això, dos anys més tard va dirigir l'aclamada comèdia Fall Guy, que va guanyar tant el Premi de l'Acadèmia de Japó a la Fotografia de l'Any com el Premi Kinema Junpo a la millor pel·lícula de l'any. Fukasaku va ser escollit per dirigir Violent Cop (1989), però un conflicte de programació va fer que se retirés i Takeshi Kitano va assumir el seu primer paper de director.
El 2000 va estrenar Battle Royale. La pel·lícula va rebre elogis positius de la crítica i es va convertir en un gran èxit financer, amb una recaptació de 3.110 milions de ¥ a nivell nacional. Es va convertir en un fenomen cultural, creant el gènere Battle Royale, un gènere narratiu de ficció i/o una manera d'entreteniment en què un grup selecte de persones reben ordres de matar-se fins que hi hagi un supervivent triomfant. Cap al final de la seva vida, Fukasaku es va connectar al món dels videojocs fent de el director del joc de survival horror Capcom/Sunsoft Clock Tower 3 (2002).
Fukasaku va anunciar que tenia càncer de pròstata el setembre de 2002. A finals de desembre de 2002, poc després de començar el rodatge de Battle Royale II: Requiem, va ser hospitalitzat. quan el seu estat va empitjorar. Fukasaku va morir en un hospital de Tòquio el 12 de gener de 2003, als 72 anys. Després d'haver dirigit només una escena, el seu fill, Kenta es va fer càrrec de la pel·lícula.

## Filmografia
| Any  | Títol | Japonès                              | Romanització                                   |
| ---- | --- | ------------------------------------ | ---------------------------------------------- |
| 1961 | Drifting Detective: Tragedy in the Red Valley a.k.a. Duel in the Valley                                                     | 風来坊探偵 赤い谷の惨劇              | Fūraibō Tantei: Akai Tani no Sangeki           |
| 1961 | Drifting Detective: Black Wind in the Harbor                                                                                | 風来坊探偵 岬を渡る黒い風            | Fūraibō Tantei: Misaki wo Wataru Kuroi Kaze    |
| 1961 | Hepcat in the Funky Hat a.k.a. Man with the Funky Hat                                                                       | ファンキーハットの快男児             | Fankī Hatto no Kaidanji                        |
| 1961 | Hepcat in the Funky Hat: The 20,000,000 Yen Arm                                                                             | ファンキーハットの快男児 2千万円の腕 | Fankī Hatto no Kaidanji: Nisenman-en no Ude    |
| 1961 | High Noon for Gangsters a.k.a. Greed in Broad Daylight                                                                      | 白昼の無頼漢                         | Hakuchū no Buraikan                            |
| 1962 | The Proud Challenge | 誇り高き挑戦                         | Hokori Takaki Chōsen                           |
| 1962 | Gang vs. G-Men | ギャング対Ｇメン                     | Gyangu Tai Jī-men                              |
| 1963 | Gang Alliance a.k.a. League of Gangsters                                                                                    | ギャング同盟                         | Gyangu Dōmei                                   |
| 1964 | Jakoman and Tetsu a.k.a. One-Eyed Captain and Tetsu                                                                         | ジャコ萬と鉄                         | Jakoman to Tetsu                               |
| 1964 | Wolves, Pigs and Men a.k.a. Wolves, Pigs and People                                                                         | 狼と豚と人間                         | Ōkami to Buta to Ningen                        |
| 1966 | The Threat | 脅迫                                 | Odoshi                                         |
| 1966 | Kamikaze Man: Duel at Noon a.k.a. The Kamikaze Guy                                                                          | カミカゼ野郎 真昼の決斗              | Kamikaze Yarō: Mahiru no Kettō                 |
| 1966 | Rampaging Dragon of the North a.k.a. North Sea Dragon                                                                       | 北海の暴れ竜                         | Hokkai no Abare Ryū                            |
| 1967 | Ceremony of Disbanding | 解散式                               | Kaisanshiki                                    |
| 1968 | Gambler's Farewell | 博徒解散式                           | Bakuto Kaisanshiki                             |
| 1968 | Black Lizard | 黒蜥蝪                               | Kurotokage                                     |
| 1968 | Blackmail Is My Life | 恐喝こそわが人生                     | Kyōkatsu Koso Waga Jinsei                      |
| 1968 | The Green Slime | ガンマ3号 宇宙大作戦                 | Gammā Daisan Gō: Uchū Dai Sakusen              |
| 1969 | Black Rose Mansion | 黒薔薇の舘                           | Kurobara no Yakata                             |
| 1969 | Japan Organized Crime Boss                                                                                                  | 日本暴力団 組長                      | Nihon Bōryoku-dan: Kumichō                     |
| 1970 | Bloodstained Clan Honor a.k.a. Bloody Gambles                                                                               | 血染の代紋                           | Chizome no Daimon                              |
| 1970 | If You Were Young: Rage | 君が若者なら                         | Kimi ga Wakamono Nara                          |
| 1970 | Tora! Tora! Tora! | トラ・トラ・トラ！                   | Tora Tora Tora!                                |
| 1971 | Sympathy for the Underdog                                                                                                   | 博徒外人部隊                         | Bakuto Gaijin Butai                            |
| 1972 | Under the Flag of the Rising Sun                                                                                            | 軍旗はためく下に                     | Gunki Hatameku Moto ni                         |
| 1972 | Street Mobster | 現代やくざ 人斬り与太                | Gendai Yakuza: Hitokiri Yota                   |
| 1972 | Outlaw Killers: Three Mad Dog Brothers                                                                                      | 人斬り与太・狂犬三兄弟               | Hitokiri Yota: Kyōken San Kyōdai               |
| 1973 | Battles Without Honor and Humanity a.k.a. The Yakuza Papers (Volum 1)                                                       | 仁義なき戦い                         | Jinginaki Tatakai                              |
| 1973 | Battles Without Honor and Humanity: Deadly Fight in Hiroshima a.k.a. The Yakuza Papers: Deadly Fight in Hiroshima (Volum 2) | 仁義なき戦い 広島死闘篇              | Jinginaki Tatakai: Hiroshima Shitō-hen         |
| 1973 | Battles Without Honor and Humanity: Proxy War a.k.a. The Yakuza Papers: Proxy War (Volum 3)                                 | 仁義なき戦い 代理戦争                | Jinginaki Tatakai: Dairi Sensō                 |
| 1974 | Battles Without Honor and Humanity: Police Tactics a.k.a. The Yakuza Papers: Police Tactics (Volum 4)                       | 仁義なき戦い 頂上作戦                | Jinginaki Tatakai: Chōjō Sakusen               |
| 1974 | Battles Without Honor and Humanity: Final Episode a.k.a. The Yakuza Papers: Final Episode (Volum 5)                         | 仁義なき戦い 完結篇                  | Jinginaki Tatakai: Kanketsu-hen                |
| 1974 | New Battles Without Honor and Humanity                                                                                      | 新仁義なき戦い                       | Shin Jinginaki Tatakai                         |
| 1975 | Graveyard of Honor | 仁義の墓場                           | Jingi no Hakaba                                |
| 1975 | Cops vs. Thugs a.k.a. Police vs. Violence Groups                                                                            | 県警対組織暴力                       | Kenkei tai Soshiki Bōryoku                     |
| 1975 | Gambling Den Heist a.k.a. Cross the Rubicon!                                                                                | 資金源強奪                           | Shikingen Gōdatsu                              |
| 1975 | New Battles Without Honor and Humanity: The Boss's Head                                                                     | 新仁義なき戦い 組長の首              | Shin Jinginaki Tatakai: Kumichō no Kubi        |
| 1976 | Violent Panic: The Big Crash                                                                                                | 暴走パニック 大激突                  | Bōsō Panikku: Dai Gekitotsu                    |
| 1976 | New Battles Without Honor and Humanity: Last Days of the Boss                                                               | 新仁義なき戦い 組長最後の日          | Shin Jinginaki Tatakai: Kumichō Saigo no Hi    |
| 1976 | Yakuza Graveyard a.k.a. Yakuza Burial: Jasmine Flower                                                                       | やくざの墓場 くちなしの花            | Yakuza no Hakaba: Kuchinashi no Hana           |
| 1977 | Hokuriku Proxy War | 北陸代理戦争                         | Hokuriku Dairi Sensō                           |
| 1977 | Doberman Cop | ドーベルマン刑事                     | Dōberman Deka                                  |
| 1978 | Shogun's Samurai a.k.a. Yagyu Clan Conspiracy                                                                               | 柳生一族の陰謀                       | Yagyū Ichizoku no Inbō                         |
| 1978 | Message from Space | 宇宙からのメッセージ                 | Uchū Kara no Messēji                           |
| 1978 | The Fall of Ako Castle | 赤穂城断絶                           | Akōjō Danzetsu                                 |
| 1980 | Virus | 復活の日                             | Fukkatsu no Hi                                 |
| 1981 | The Gate of Youth | 青春の門                             | Seishun no Mon                                 |
| 1981 | Samurai Reincarnation | 魔界転生                             | Makai Tenshō                                   |
| 1982 | Dotonbori River a.k.a. Lovers Lost                                                                                          | 道頓堀川                             | Dōtonborigawa                                  |
| 1982 | Fall Guy | 蒲田行進曲                           | Kamata Kōshin Kyoku                            |
| 1983 | Theater of Life (va dirigir un dels tres segments)                                                                          | 人生劇場                             | Jinsei Gekijō                                  |
| 1983 | Legend of the Eight Samurai                                                                                                 | 里見八犬伝                           | Satomi Hakkenden                               |
| 1984 | Shanghai Rhapsody | 上海バンスキング                     | Shanghai Bansu Kingu                           |
| 1986 | House on Fire | 火宅の人                             | Kataku no Hito                                 |
| 1987 | Sure Death 4: Revenge | 必殺4 恨みはらします                 | Hissatsu Fō: Urami Harashimasu                 |
| 1988 | A Chaos of Flowers | 華の乱                               | Hana no Ran                                    |
| 1992 | The Triple Cross a.k.a. The Day's Too Bright                                                                                | いつかギラギラする日                 | Itsuka Giragira Suru Hi                        |
| 1994 | Crest of Betrayal a.k.a. Loyal 47 Ronin: Yotsuya Ghost Story                                                                | 忠臣蔵外伝 四谷怪談                  | Chūshingura Gaiden: Yotsuya Kaidan             |
| 1995 | The Abe Clan | 阿部一族                             | Abe Ichizoku                                   |
| 1997 | The Eaters | 20世紀末黙示録 もの食う人びと        | Nijusseikimatsu Mokushiroku: Mono kuu Hitobito |
| 1998 | The Geisha House | おもちゃ                             | Omocha                                         |
| 2000 | Battle Royale | バトル・ロワイアル                   | Batoru Rowaiaru                                |
| 2003 | Battle Royale II: Requiem (va dirigir una escena)                                                                           | バトル・ロワイヤル II: 【鎮魂歌】    | Batoru Rowaiaru Tsū: "Rekuiemu"                |

### Episodis de sèries de televisió
- Key Hunter (1968) - Episodis 1 i 2
- Hissatsu Shikakenin (1972) - Episodis 1, 2, i 24
- G-Men '75 (1975-1979) - Episodis 16, 20, 85, i 354
- The Yagyu Conspiracy (1978) - Episodi 1
- Shadow Warriors (1981) - Temporada 2, Episodi 1

### Vídeojoc
- Clock Tower 3 (2002)

## Premis
- 1974 Premi dels lectors de Kinema Junpo a la millor pel·lícula - Battles Without Honor and Humanity
- 1976 Premi Blue Ribbon al millor director - Graveyard of Honor, Cops vs. Thugs
- 1982 Premi Hochi de Cinema a la millor pel·lícula - Fall Guy
- 1983 Premi de l'Acadèmia Japonesa al director de l'any - Fall Guy, Dotonbori River
- 1983 Premi de l'Acadèmia Japonesa a la pel·lícula de l'any - Fall Guy
- 1983 Premi Blue Ribbon a la millor pel·lícula - Fall Guy
- 1983 Premi Blue Ribbon al millor director - Fall Guy
- 1983 Premis de Cinema Mainichi a la millor pel·lícula - Fall Guy
- 1983 Premis de Cinema Mainichi al millor director - Fall Guy
- 1983 Premis de Cinema Mainichi dels lectors - Fall Guy
- 1983 Premi dels lectors de Kinema Junpo a la millor pel·lícula - Fall Guy
- 1983 Premi dels lectors de Kinema Junpo al millor director - Fall Guy
- 1983 Premi dels lectors de Kinema Junpo a la millor pel·lícula - Fall Guy
- 1985 Premi de l'Acadèmia Japonesa al director de l'any - Legend of the Eight Samurai, Shanghai Rhapsody
- 1987 Premi de l'Acadèmia Japonesa al director de l'any - House on Fire
- 1987 Premi de l'Acadèmia Japonesa a la pel·lícula de l'any - House on Fire
- 1987 Premi dels lectors de Kinema Junpo a la millor pel·lícula - House on Fire
- 1993 Festival de Cinema de Yokohama: Premi Especial a la carrera
- 1994 Nikkan Sports Film Award al millor director - Crest of Betrayal
- 1995 Premi de l'Acadèmia Japonesa al director de l'any - Crest of Betrayal
- 1995 Premi de l'Acadèmia Japonesa a la pel·lícula de l'any - Crest of Betrayal
- 1999 Nikkan Sports Film Award al millor director - The Geisha House
- 2001 Premi de l'Acadèmia Japonesa Popularity Award - Battle Royale[18]
- 2001 Premi de l'Acadèmia Japonesa al director de l'any (nominació) - Battle Royale[18]
- 2001 Premi de l'Acadèmia Japonesa a la pel·lícula de l'any (nominació) - Battle Royale[18]
- 2001 Premi Blue Ribbon a la millor pel·lícula - Battle Royale[18]
- 2001 XXXIV Festival Internacional de Cinema Fantàstic de Catalunya a la millor pel·lícula (nominació) - Battle Royale[18]
- 2001 Premi del Públic del San Sebastián Horror & Fantasy Film Festival a la millor pel·lícula - Battle Royale[19]
- 2003 Premi Especial de l'Acadèmia Japonesa - carrera
- 2003 Premi Especial Blue Ribbon - carrera
- 2004 Premi Especial de Cinema Mainichi - carrera